# Spider-Man: Brand New Day
Spider-Man: Brand New Day (även kallad Spider-Man 4) är en kommande superhjältefilm, baserad på Marvel Comics superhjälte med samma namn. Filmen kommer bli en uppföljare till Spider-Man: No Way Home från 2021 och den 38:e filmen i Marvel Cinematic Universe (MCU). Den regisseras av Destin Daniel Cretton, efter manus av Chris McKenna och Erik Sommers.
Filmen är planerad att ha biopremiär i USA den 31 juli 2026, utgiven av Sony Pictures Releasing.

## Rollista (i urval)
- Tom Holland – Peter Parker/Spider-Man[3]
- Zendaya – Michelle "MJ" Jones-Watson[4]
- Jacob Batalon – Ned Leeds[4]
- Sadie Sink[5]
- Liza Colón-Zayas[6]
- Jon Bernthal – Frank Castle / Punisher[4]
- Mark Ruffalo – Bruce Banner / Hulk[7]
- Michael Mando – Mac Gargan / Scorpion[7]

## Produktion
Filminspelningarna påbörjades den 1 augusti 2025 i Glasgow i Skottland, under arbetsnamnet Blue Oasis. Inspelningen förväntades att starta i början av 2025, men blev förskjuten för att passa Tom Hollands andra filmprojekt, däribland inspelningen av The Odyssey. Studioinspelningen för Brand New Day är planerad att äga rum i Pinewood Studios i Buckinghamshire i England.